# Batalla de Dessau
La batalla de Dessau (en alemán: Schlacht bei Dessau) fue una batalla de la guerra de los Treinta Años que se libró cerca de Dessau el 25 de abril de 1626. Las fuerzas imperiales católicas de Albrecht von Wallenstein derrotaron a las fuerzas protestantes de Ernesto de Mansfeld.
Con la entrada del rey Cristián IV de Dinamarca en la guerra en 1625, las fuerzas protestantes que habían sido vencidas una vez tras otra, fueron de repente infundidas con nuevas esperanzas, ya que Dinamarca se convirtió en el primer país europeo en entrar formalmente en la guerra desde la derrota austríaca en los primeros años. Con la nueva alianza llegaron planes ambiciosos involucrando a Christian de Brunswick, fortalecido por su victoria en Fleurus en el año anterior. La campaña planeada asignó a Christian asaltar las fuerzas de Tilly en Renania y a Ernesto de Mansfeld retar a Albrecht von Wallenstein en el Arzobispado de Magdeburgo.
Moviéndose el primero, Mansfeld comenzó su marcha hacia Dessau al principio de la primavera de 1625. Wallenstein se enteró de sus movimientos, y apresuró a sus tropas, unos 20.000 soldados, a que se dirigieran también a Dessau y estableció una cabeza de puente en la parte este del río Elba. Los dos bandos se encontraron poco antes y el 25 de abril, Mansfeld comenzó la batalla contra el inexperto Wallenstein. Con su hábil infantería y artillería dio la ilusión de que su ejército era más pequeño que el de los católicos. Mansfeld intentó usar toda la fuerza de sus soldados para presionar a través del río. Esto resultó ser un gran error, ya que cuando se mostró la totalidad de las fuerzas de Wallenstein, el asalto se convirtió rápidamente en una trampa mortal para Mansfeld. Antes de que lograra retirarse, las bajas de Mansfeld se calculaban en unos 4.000 hombres, una tercera parte de su ejército. Se retiró apresuradamente hasta el río Óder en Silesia, y comenzó una marcha por la costa dálmata para ofrecer su ejército y sus servicios a la República de Venecia. En ruta, murió y su ejército se disolvió. Wallenstein, que en ese momento estaba persiguiendo a Mansfeld, envió 8.000 tropas para ayudar a Tilly que estaba cerca de Brunswick.
- Datos: Q677121
- Multimedia: Battle of Dessau Bridge / Q677121